# Le Tigre (album)
Le Tigre è l'album di debutto del gruppo dance punk statunitense Le Tigre. Il disco è menzionato nel libro 1001 Albums You Must Hear Before You Die di Robert Dimery.

## Tracce
1. "Deceptacon"    – 3:04
2. "Hot Topic"    – 3:44
3. "What's Yr Take on Cassavetes"  – 2:22
4. "The The Empty"   – 2:04
5. "Phanta"   – 3:14
6. "Eau d'Bedroom Dancing"  – 2:55
7. "Let's Run"  – 2:54
8. "My My Metrocard"  – 3:07
9. "Friendship Station"     – 2:48
10. "Slideshow at Free University"
11. "Dude, Yr So Crazy!"    – 3:26
12. "Les and Ray"   – 2:06

Tracce bonus presenti nella seconda edizione (2004):
1. "Hot Topic (BBC Evening Session)"
2. "Deceptacon (BBC Evening Session)"
3. "The The Empty (BBC Evening Session)"
4. "Sweetie (BBC Evening Session)"

Tracce bonus presenti nell'edizione giapponese:
1. "Hot Topic (41 Small Stars remix)"
2. "They Want Us To Make A Symphony Out Of The Sound Of Women Swallowing Their Own Tongues"
3. "Yr Critique"